# Espondeilhan
Espondeilhan – miejscowość i gmina we Francji, w regionie Oksytania, w departamencie Hérault.
Według danych na rok 1990 gminę zamieszkiwało 517 osób, a gęstość zaludnienia wynosiła 102 osoby/km² (wśród 1545 gmin Langwedocji-Roussillon Espondeilhan plasuje się na 509. miejscu pod względem liczby ludności, natomiast pod względem powierzchni na miejscu 1010.).